# Citas

Extensão aproximada das línguas iranianas orientais médias, no século I a.C. (em laranja).

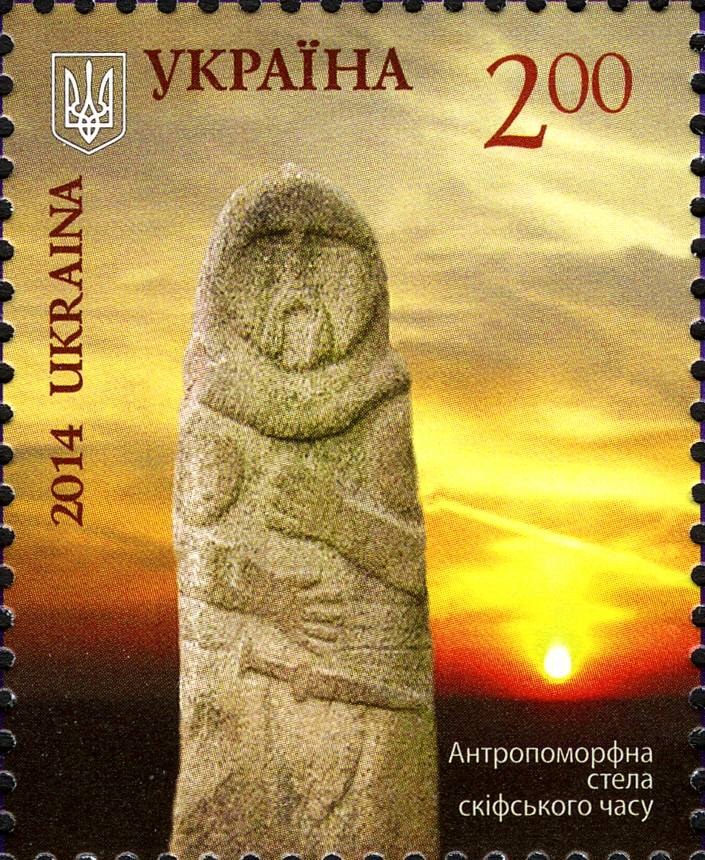
Estela antropomórfica cita em um selo da Ucrânia de 2014

Os citas (do grego antigo Σκύθης, transl. Skythēs, pl. Σκύθοι, Skythoi) eram um antigo povo Iraniano de pastores nómadas equestres que por toda a Antiguidade Clássica dominaram a estepe pôntico-cáspia, conhecida à época como Cítia. Na Antiguidade Tardia os sármatas, povo com o qual os citas tinham forte parentesco, acabaram por dominar a região. A maior parte das informações que perduraram a respeito dos citas vem do historiador grego Heródoto, que os descreveu em sua obra Histórias (século V a.C.) e pelos achados arqueológicos, como as belas obras em ouro encontradas nos kurgans (mamoas) na Ucrânia e sul da Rússia.

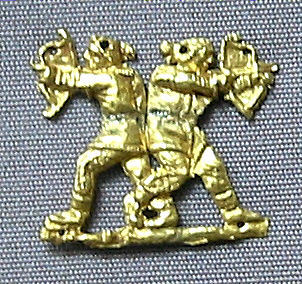
arqueiros

O nome "cita" foi usado também para se referir aos diversos povos vistos, ao longo da história, como semelhantes aos citas, ou que viveram em qualquer lugar da imensa área que era conhecida até a Idade Média como Cítia.

## Etimologia
Os citas conhecidos por Heródoto se chamavam de Skolotoi. A palavra grega Skythēs provavelmente reflete uma versão antiga do mesmo nome, *Skuδa- (onde Heródoto transcreveu o som [ð], que não lhe era familiar, pelo lâmbda, Λ; -toi representa a terminação plural do iraniano do nordeste, -ta). O termo, que originalmente significava "atirador", "arqueiro", veio por sua vez da raiz proto-indo-europeia *skeud- "atirar", "arremessar". (paralelo ao inglês shoot, e ao alemão Schütze).
O nome usado pelos soguedianos para se referir a si próprios, Swγδ, pode representar uma palavra relacionada (*Skuδa > *Suγuδa com uma vogal anaptítica). A palavra também aparece no assírio, na forma Aškuzai ou Iškuzai ("cita"). Pode ter sido a fonte para o termo bíblico Ashkenaz (original  *אשכוז, transl. ’škuz, que foi grafada erroneamente como אשכנז, ’šknz), que originou o termo judaico posterior para se referir às áreas germânicas da Europa Central, e foi usado como forma de auto-descrição pelos judeus asquenazitas que ali viviam entre os Ashkenazim ("alemães"), que eram chamados então de teutônicos ou Wendels.
Os antigos persas usavam outro nome para os citas, sacas (saka), que talvez seja um derivado da raiz verbal sak- "ir", "vagar", ou seja, "andarilho", "nômade". Os chineses conheciam os sacas (citas asiáticos) como Sai (塞; sinítico antigo: *sək). A província iraniana do Sistão (Sistan) recebeu seu nome do tradicional Sacastão (Sakistan, a terra dos saka).

## Posteridade
No Império Bizantino, os escritores gregos usaram o termo "citas" como arcaísmo para denotar povos nômades que encontravam. No século IV descrevia os hunos (por exemplo Astério de Amaseia) e então no século VI os cutrigures, utrigures e antigas tribos turcas. Essa aplicação continuou durante a história do império, sendo mais tarde aplicada aos ávaros, cazares, búlgaros, magiares, pechenegues, uzes, cumanos, seljúcidas, mongóis e otomanos. Por vezes o termo também serviu para se referir aos eslavos, enquanto os rus' eram chamados "citas" ou "taurocitas". Demétrio Calcocondilas usa o termo "cita" para designar "povos falantes da mesma língua e equipados do mesmo modo" que habitaram o território do rio Dom (Tanais) à Sarmácia (Polônia), mas também aplicou-o aos tártaros.